# Chenda

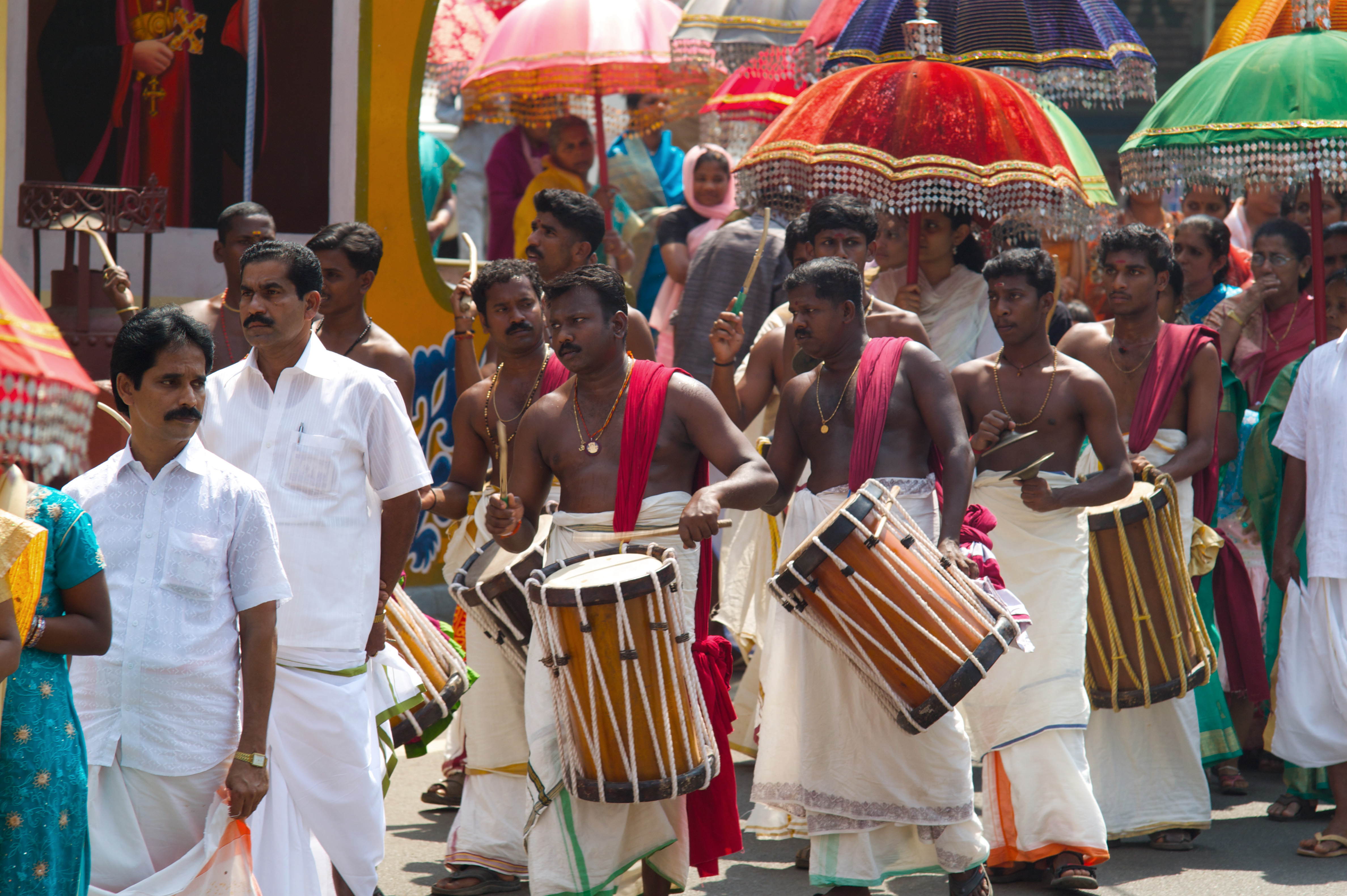
Prozession syrisch-orthodoxer Christen mit chendas in Piravom (Distrikt Ernakulam) vor der Marienkirche (Valiyapally), 2010

Chenda (Malayalam ചെണ്ട, cheṇḍa), auch centa, cenda, ist eine zylindrische Doppelfelltrommel, die vor allem in der zeremoniellen indischen Musik bei hinduistischen Tempelfesten im südindischen Bundesstaat Kerala eingesetzt wird. Die chenda ist nahe verwandt mit der chande im angrenzenden Bundesstaat Karnataka.

## Bauform
Der einteilige Korpus besteht aus einem zylindrischen Stammabschnitt eines Jackfruchtbaums (malayalam allgemein chakka, die geeignete Varietät mit festem Holz varikka-plavu), der bis zu einer Wandstärke von knapp 1,5 Zentimetern ausgehöhlt und außen glatt geschliffen wird. Die gängige chenda ist mit einem Durchmesser von 25 Zentimetern und der doppelten Länge etwas größer als die chande. Auf beiden Seiten ist die Trommel mit Rinderhäuten überzogen, die mittels einer V-förmig umlaufenden, dicken Baumwollschnur gegeneinander verspannt sind.

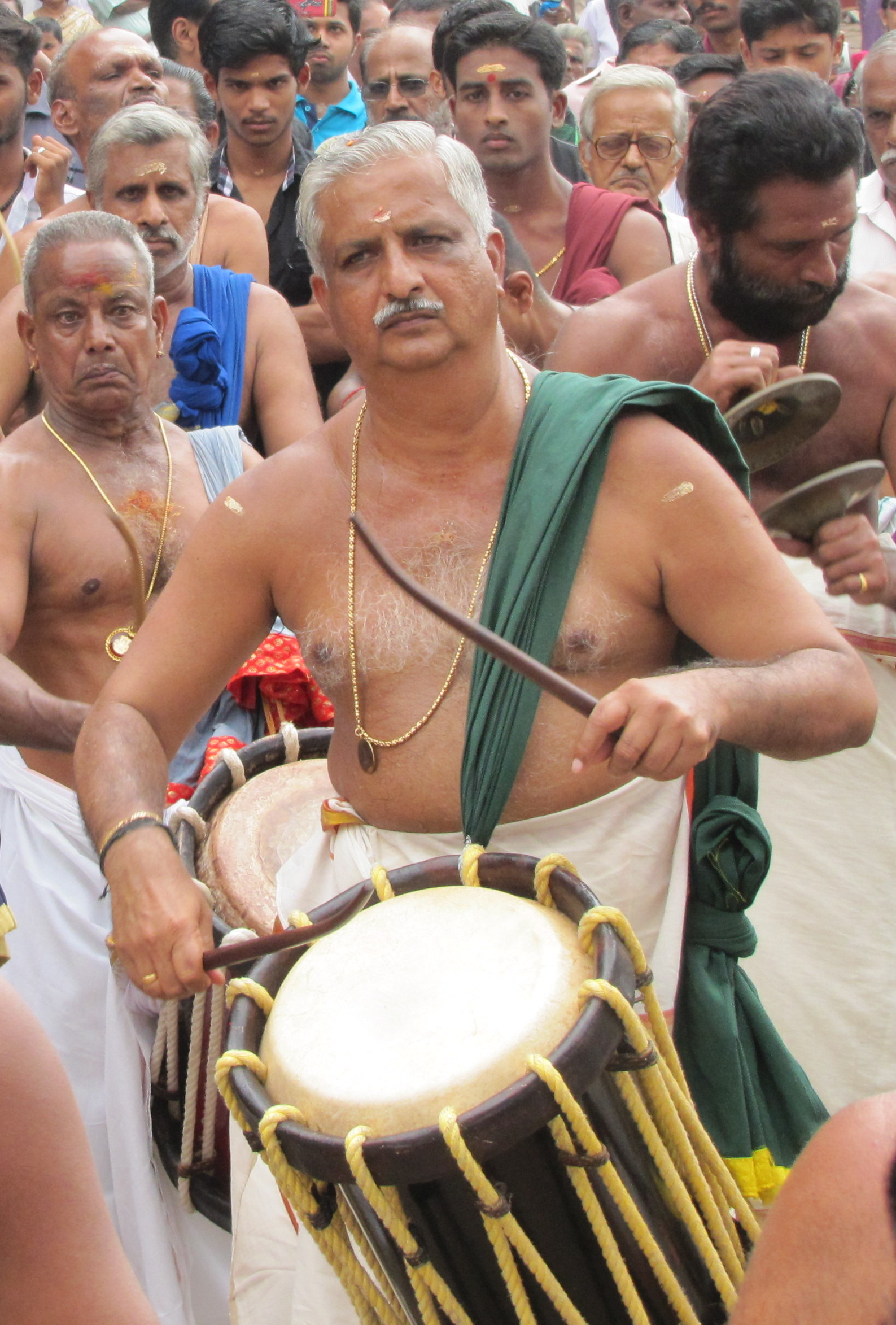
Peruvanam Kuttan Marar (* 1953), einer der bekanntesten chenda-Spieler

Herstellung und Bauform entsprechen im Wesentlichen der chande. Die chenda unterscheidet sich von der chande durch ihren anders geformten Spannring, an welchem die Trommelfelle festgebunden sind. Bei der karnatakischen chande wird jede Haut über einen Eisenring gezogen, der nicht direkt am Korpus anliegt. Die Trommelfelle ragen in einer Ebene ähnlich wie bei der idakka und anderen Sanduhrtrommeln etwas seitlich über den Korpus hinaus. Bei der chande ist der aus Holz bestehende Spannring dicker und steht als Wulstrand einige Zentimeter in Längsrichtung über den Korpus. Hieraus ergibt sich ein spieltechnischer Unterschied: Bestimmte leichte Schläge und Wirbel, die flach geführt werden, lassen sich mit dem Rand als Gelenkpunkt abfedern, bei der chande dient gelegentlich ein für den linken Schlägel am Rand festgebundener kleiner Holzstab diesem Zweck. Die Trommelschläge sind laut und durchdringend. Um die Tonhöhe zu verändern, werden Lederringe verschoben, die seitlich um jeweils zwei Spannschnüre geschlungen sind.
Nach der Region weichen die chendas in einigen Details voneinander ab oder tragen eigene Namen je nach Verwendungszweck. Die uruttu chenda ist das leitende Instrument und wird für Variationen und Zwischenschläge eingesetzt, mit der veekku chenda werden die Grundrhythmen gespielt. Namentlich unterscheidet sich ferner die acchan chenda von der muri chenda.

## Spielweise
Meistens wird nur die obere Membran (ethantala) der als „links“ bezeichneten Seite mit zwei, an den Enden leicht gebogenen Stöcken geschlagen, die untere, „rechte“ Membran (valanthala) sorgt für den notwendigen Gegenzug und dient als Resonanzverstärker. Die linke Seite besteht aus einer einzigen luftgetrockneten Tierhaut, für die rechte Seite werden sechs bis sieben Häute aufeinander gelegt und verklebt. Häufig verwendet der Trommelspieler nur einen Stock in der rechten Hand für die Hauptschläge und fügt Verzierungen mit den Fingern der linken Hand hinzu.
Die chenda wird überwiegend im Stehen gespielt. Dabei hängt sie an einem Gurt über der linken Schulter mit leicht nach vorn geneigter Membran in Hüfthöhe, so dass beide Hände frei sind, um sie mit Stöcken zu schlagen. In seltenen Fällen verschiebt der Musiker die Trommel in eine fast waagrechte Position an der linken Hüfte, sodass er mit den Stöcken beide Felle zugleich schlagen kann. Der auf einem Stuhl sitzende Spieler fixiert mit den Knien die am Boden stehende Trommel. Mit halb untergeschobenen Füßen bringt er die chenda in eine etwas schräge Position, sodass die untere Membran frei schwingen kann.
Es werden sechs Schlagarten unterschieden:
- Na wird mit der Stockspitze am Rand des Trommelfells ausgeführt, wodurch ein harter und hoher Ton entsteht.
- Beim dhim schlägt der Spieler mit dem gebogenen Teil des Stockes in der rechten Hand nahe der Mitte auf das Fell. Es entsteht ein etwa eine Sexte unterhalb von na und dumpfer klingender Ton.
- Beim na-karan (auch kam) schlagen die Fingerspitzen der linken Hand gegen den Rand. Der Ton ist ähnlich wie beim na, aber weniger scharf.
- Entsprechend zum dhim ist der dhim-karan ein Schlag mit den flachen Fingern der linken Hand etwa in die Mitte des Trommelfells.
- Cappu ist ein harter und besonders lauter, obertonreicher Klatscher mit der linken Hand auf die Fellmitte.
- Seine dumpfer klingende Entsprechung heißt pottu. Die offene Handfläche schlägt hierbei auf die Mitte.[2]

## Verwendung
Die chande begleitet zusammen mit der Fasstrommel maddale in Karnataka das religiöse Tanzdrama Yakshagana, für Tempelfeste und Prozessionen in Kerala stehen analog die Trommelpaare chenda und idakka oder chenda und madhalam im Vordergrund. Zeremonielle Musik in Kerala ist rhythmusorientiert, sie besteht aus verschiedenen Trommeln und Idiophonen und verzichtet überwiegend auf Melodieinstrumente.
Ähnlich wie der idakka kommt auch der chenda eine religiöse Bedeutung zu, sie gilt als asura vadyam, „dämonisches Musikinstrument“, im Unterschied zu den als deva vadyam eingeteilten Instrumenten, die mit einer Gottheit in Verbindung stehen. Aus diesem Grund wird normalerweise nur die linke Seite geschlagen, die rechte Seite bleibt besonderen Besessenheitsritualen, beispielsweise für die Göttin Bhadrakali (einer Form der Kali) vorbehalten. Der Jackfruchtbaum, dessen Holz zum Bau verwendet wird, hat in Kerala eine magische Bedeutung im Bhagavati-Kult (Kult der Göttin, etwa beim Ritualdrama Mutiyettu) und steht mit den göttlichen Schlangen der Unterwelt (den nagayakshas und nagayakshis) in Verbindung.
Panchavadyam („fünf Instrumente“) ist ein zeremonielles Tempelorchester, das in unterschiedlichen Besetzungen bei religiösen Jahresfesten auftritt. In der üblichen Formation gehören zu den fünf Instrumententypen keine chendas, sondern die beiden sanduhrförmigen Trommeln idakka und timila, die zweifellige Fasstrommel madhalam (entspricht der maddale), die Bronzepaarbecken elathalam und die gebogene Naturtrompete kombu. Das Orchester Kriyanga Panchavadyam spielt beim Besessenheitsritual Shri Bhuta bali, einer Anrufung der Bhutas (Geister), fünf Instrumente in anderer Zusammensetzung: die veekku chenda, die Sanduhrtrommel timila, ein Schneckenhorn (sankh), die kleinen Zimbeln kaimani und den Gong chengila oder cher-mangalam, letzterer wird heute meist durch die Paarbecken elathalam ersetzt.

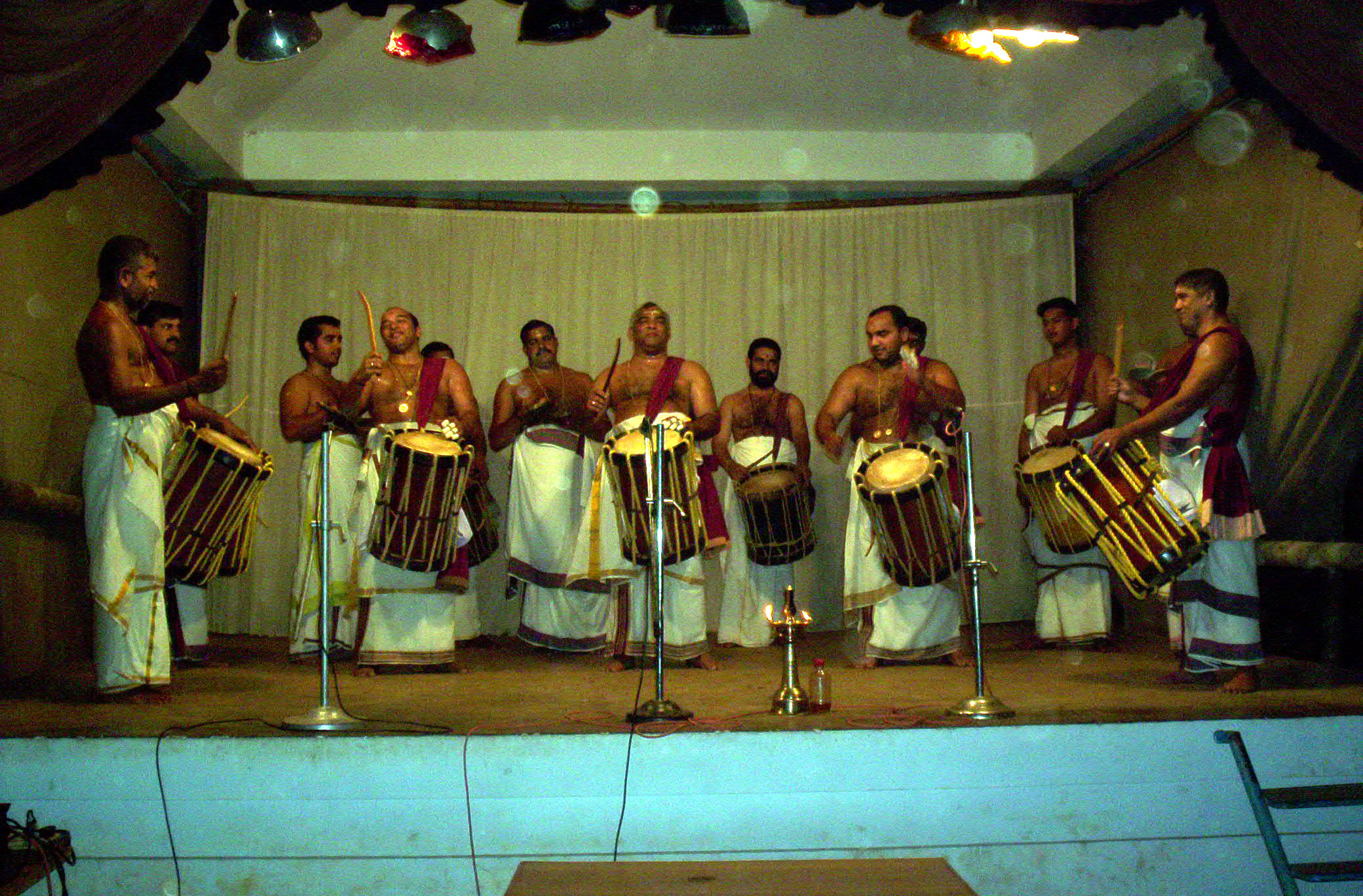
Tayampaka-Ensemble, geleitet von Mattannoor Sankarankutty Marar. Puthiyakavu-Tempel in der Stadt Chirakkal im Distrikt Kannur

Tayampaka ist ein Ensemble, das aus fünf chenda-Trommlern besteht. Zwei von ihnen schlagen auf die linke Seite, die anderen bei unterschiedlichen Tonhöhen auf die rechte Seite. Sie werden von ein oder zwei elathalams begleitet. Nach einem Beginn in der rhythmischen Struktur adi tala folgen tala-Variationen in verschiedenen Geschwindigkeiten. Wie bei vielen Trommelorchestern endet das über eine Stunde dauernde Stück in einem wilden Crescendo. Tayampaka wird bei Konzerten auf der Bühne aufgeführt, die übrigen Ensembles, mit Ausnahme von chenda keli fast nur im Tempel.
Beim Tempelfestensemble Shinkari melam, auch Chenda melam, spielen fünf chendas, davon übernimmt eine die Führungsrolle, drei elathalams, eine halbkreisförmig gebogene Trompete kombu und das Doppelrohrblattinstrument kuzhal (auch kurum kuzhal) zusammen, bei größeren Ensembles stehen sich eine Reihe chenda-Spieler und mehrere kombu- und kuzhal-Spieler gegenüber. Die Musiker spielen im roopakam und in anderen südindischen Talas unterschiedlich schnell und stets mit großer Lautstärke.
Pandi melam ist ein klassisches Konzert unter Führung von chendas und begleitet von elathalams, kuzhals und kombus, das überwiegend außerhalb von Tempeln aufgeführt wird. Dieselben vier Instrumente spielen im Ensemble Panchari melam innerhalb der Tempelgelände. Die beiden bekanntesten Panchari melam-Aufführungen finden beim Tempelfest im März–April im Shri Eddakunni Bhagavati-Tempel in Ollur (Distrikt Thrissur) und im Sree Poornathrayeesa-Tempel von Thrippunithura (Distrikt Ernakulam) im November–Dezember statt.
Chenda keli ist ein Perkussionsensemble, bei dem ein chenda-Spieler solistisch hervortritt. Er spielt im Unterschied zum tayampaka-Ensemble weniger Improvisationen, sondern überwiegend komponierte Strukturen und wird von einer madhalam und einem elathalam begleitet.
Chendas sind die wesentlichen Begleitinstrumente bei einigen religiösen Tanz- und Ritualtheatern, darunter Kathakali, Teyyam, Kanyarkali, Ayyappan tiyatta und beim Schattenspiel Tholpavakuthu.
Die Tempeltrommeln werden überwiegend von Mitgliedern der Musikerkasten Marar (Maaran) und Poduval gespielt. In der traditionellen Ausbildung der jugendlichen Trommler, die nach einem festgelegten Lehrplan (citta) erfolgt, ist der Lehrer (asan) üblicherweise der Vater oder ein anderer älterer Verwandter. Chenda-Spieler sind in den meisten Fällen Männer, weil Frauen in Kerala generell als rituell unrein gelten und nicht an hochkastigen Tempelritualen mitwirken dürfen. Beim Trommelorchester der Shinkari melam-Prozession treten auch Frauen auf. Bekannte chenda-Spieler sind Thrippekkulam Achutha Marar (1925–2014), Aliparamba Sivarama Poduval (1925–2006) und Peruvanam Kuttan Marar (* 1953).